# Dean Marney
Dean Edward Marney (Londres, 31 de janeiro de 1984) é um ex-futebolista profissional inglês que atuava como meio-campo.

## Carreira

### Clubes
Marney começou a carreira profissional no Tottenham em 2002. Entre 2002 e 2005, foi emprestado para o Swindon Town, Queens Park Rangers, Gillingham e para o Norwich City. Em 2006, se transferiu para o Hull City. Em 2010, Marney assinou com o Burnley.

### Internacional
Marney realizou uma partida pela Seleção Inglesa de Futebol Sub-21.

## Títulos
Burnley
- EFL Championship: 2015–16